# Beauty Killer
Beauty Killer es el álbum debut del cantante estadounidense Jeffree Star, producido en gran parte por God's Paparazzi, aunque también se vieron involucrados artistas y productores como Lester Mendez, Young Money y la cantante y rapera Nicki Minaj. Fue publicado el 22 de septiembre de 2009 por la discográfica Popsicle Records un sello independiente de Warner Music Group creado por el mismo Star. El sonido general de Beauty Killer es Rock, aunque al igual a trabajos anteriores realizados por Star, se pueden asociar elementos similares de música Pop, Dance y Electrónica. Los críticos contemporáneos han aplaudido el desempeño de Star, recibiendo críticas sumamente favorables. El álbum significó un éxito en las listas, alcanzando el número dos en el Billboard Heat de Estados Unidos, y el Top 10 de las listas Electrónicas del mismo país. El primer sencillo del álbum, «Prisoner», fue lanzado el 29 de abril de 2009, con este se publicaron varios sencillos promocionales incluyendo "Lollypop Luxury" con la colaboración de Nicki Minaj, "Blush" y "Beauty Killer"

## Información general

### Antecedentes
Se anunció que la grabación estaba en curso para el álbum debut de Star a finales de 2007. Él comento sobre las nuevas canciones, "Son más sexys. Todavía estoy descubriendo lo que Jeffree Star es en realidad. Y creo que lo estoy por descubrir ...". Star también dijo que con este álbum "mezclaría gran cantidad de elementos de rock, con la danza y un nuevo elemento realmente único que nadie ha oído hablar antes", "nunca me he sentido totalmente orgulloso con el producto final de mis anteriores trabajos discográficos, creo, ya era hora de que me lo tome más en serio. Es como mi gran entrada al espectáculo."
Star quería que el álbum "muestre que [él] tenía verdadero talento musical", al contrario de sus anteriores trabajos, los cuales eran "entrelazar los distintos conjuntos musicales, realmente no se ponía mucho empeño en ellos."
Las canciones "Get Away with Murder", "Prisoner" y "Louis Vuitton Body Bag" se grabaron en los estudios Mad Dog en Burbank, California. Star también registró la canción que da título al álbum, "Beauty Killer", en los laboratorios de UVS en Los Ángeles, California. Mientras que en Silverlake, California, Star grabó las canciones "Love Rhymes with Fuck You", "Fame and Riches, Rehab Bitches" y "Queen of the Club Scene" en Pulse Recording.

## Recepción crítica
El álbum recibió en general críticas positivas. Pemberton Roach, de AllMusic elogió el álbum, comentando que "Beauty Killer es una forma divertida y sin pretensiones de crear un disco dance-pop lleno de ritmos palpitantes, voces con Auto-Tune, canciones super pegadizas y letras sexualmente cargadas de fantasía." Roach llegó a decir "A lo largo, sus letras emplean todo tipo de jerga en el día para celebrar y ridiculizar los más bajos sectores de la cultura pop. Sin embargo, Star es claramente todo incluido, por lo que Beauty Killer es el culpable de causar un placentero daño".
Michael Heath de PopMatters declaró: "Su voz transmite el melodrama necesario, caliente, y ligero. El ingenio de Staren conciencia de lo absurdo de Hollywood, se aprecia en letras como "Lollipop Luxury" o "Fame and Riches, Rehab Bitches", la colaboración con Breathe Carolina y Matt Skiba de Alkaline Trio quien también fue invitado en la producción del disco". "Afortunadamente, hay momentos suficientes aquí, como el brillo G. pedal en "Electric Sugar Pop" para proporcionar alivio".

## Lista de canciones
| N.º   | Título                           | Escritor(es)                       | Productor(es)                  | Duración |  |
| 1.    | «Get Away With Murder»           | Luke Walker, Ollie Goldstein       | God’s Paparazzi                | 3:42     |  |
| 2.    | «Prisoner»                       | Luke Walker                        | God’s Paparazzi, Oligee        | 3:50     |  |
| 3.    | «Louis Vuitton Body Bag»         | Luke Walker                        | God’s Paparazzi                | 3:14     |  |
| 4.    | «Beauty Killer»                  | Sami Diament, Sarah Hudson         | FUTRLVRS                       | 3:45     |  |
| 5.    | «Electric Sugar Pop»             | Oh, Hush!                          | God’s Paparazzi, Oh, Hush!     | 6:17     |  |
| 6.    | «Love Rhymes with Fuck You»      | Luke Walker, Robert y Amanda Amaru | God’s Paparazzi                | 4:01     |  |
| 7.    | «Bitch, Please!»                 | Nathaniel Motte, Simon Wilcox      | Nathaniel Motte, Simon Wilcox  | 3:16     |  |
| 8.    | «Lollipop Luxury»                | Nico Hartikainen, Nicki Minaj      | Smile Future                   | 3:37     |  |
| 9.    | «Get Physical»                   | Lester Mendez, Simon Wilcox        | Lester Mendez                  | 3:08     |  |
| 10.   | «Fame and Riches, Rehab Bitches» | Tommy Coops, Andrew Pour           | God’s Paparazzi, Heather Peggs | 3:08     |  |
| 11.   | «Fresh Meat»                     | Motte, Wilcox                      | Nathaniel Motte, Simon Wilcox  | 2:56     |  |
| 12.   | «Queen of the Club Scene»        | P. Meese                           | God's Paparazzi                | 3:46     |  |
| 41:40 |                                  |                                    |                                |          |  |

| Pistas adicionales de la versión Itunes |                         |                               |                               |          |  |
| N.º                                     | Título                  | Escritor(es)                  | Productor(es)                 | Duración |  |
| 13.                                     | «Gorgeous»              | Lester Mendez, Simon Wilcox   | Lester Mendez                 | 2:42     |  |
| 14.                                     | «Party Crusher»         | Luke Walker                   | God’s Paparazzi               | 3:46     |  |
| 15.                                     | «God Hates Your Outfit» | Nathaniel Motte, Simon Wilcox | Nathaniel Motte, Simon Wilcox | 3:14     |  |

## Semanales
| Estados Unidos | Billboard 200                         | 122 |
| Estados Unidos | Billboard Top Heatseekers             | 2   |
| Estados Unidos | Billboard Top Dance/Electronic Albums | 7   |
| Estados Unidos | Billboard Independent Albums          | 22  |

## Créditos del álbum

### Personal
- Jeffree Star - voz, voces de apoyo
- Breathe Carolina  - voces de apoyo
- Kyle Castellani - voces de apoyo
- Matt Skiba - guitarra y voces de apoyo
- Nicki Minaj - voces de apoyo